# Hajdhagen
Hajdhagen är ett naturreservat i Hangvars socken i Region Gotland på Gotland.
Området är naturskyddat sedan 2020 och är 127 hektar stort. Reservatet består av alvarmark och tallskog.